# Daniel Ferrón
Daniel Ferrón Pérez (13 marzo 1980) è un ex calciatore andorrano, di ruolo difensore.